# Lalo de los Santos
Eduardo «Lalo» De los Santos (Rosario, 17 de enero de 1956 - Buenos Aires, 25 de marzo de 2001) fue un conocido guitarrista, bajista, docente y cantautor de rock argentino, y uno de los más emblemáticos del género de la trova rosarina.

## Biografía
De los Santos se crio en un ambiente en el que la música formaba parte esencial de la vida cotidiana. Su padre era guitarrista y formaba parte del grupo de Tango llamado Recordando Serenatas, y su madre era una aficionada al canto, por lo cual no resultó extraño que el joven Lalo tempranamente abrazara una guitarra y siguiera los pasos marcados por la tradición familiar.

### Infancia
Estudió guitarra desde niño con un profesor llamado Juan Carlos Zemp. Además de escuchar tangos en su casa, creció escuchando a grupos como Los Gatos, Almendra y Manal.
A la edad de 13 años formó su primera banda de rock.
Su contacto con el arte también conoció otros medios de expresión como la radiofonía. En ese medio interpretó el personaje de un duende en un programa radial rosarino y más adelante en el tiempo, llegó a ponerle la voz a Clemente, el personaje creado por el dibujante Caloi. El contacto con el medio radial también le permitió, en un momento de su carrera, componer jingles, tarea que le iba a permitir la supervivencia en buena parte de su vida.
A principios de los años setenta se recibió de perito mercantil.

### Comienzos de su carrera artística: Pablo el Enterrador
A mediados de 1973, De los Santos ingresó a la banda rosarina de rock sinfónico Pablo El Enterrador, que influiría de manera definitiva en su carrera artística. Una característica que distinguió a este grupo del resto de las bandas argentinas fue su devoción por los ensayos, en pos de una búsqueda obsesiva por la perfección artística. El grupo pasó la mayor parte de su existencia ensayando, y son escasos y muy recordados los conciertos que protagonizó De los Santos. En 1978, la banda se vio ante la perspectiva de grabar un disco en Estados Unidos por gestión del productor Lloyd Vitale (exintegrante de la banda de rock Los Bárbaros). Sin embargo, una disputa entre sus integrantes terminó con la disolución del conjunto.
Aunque Pablo El Enterrador pronto volvió a surgir, en 1980 surgió otro problema interno que tuvo como consecuencia el alejamiento de Rubén Goldín. Lalo de los Santos asumió el rol de guitarrista y el grupo ofreció un recital en el Auditorio Fundación Héctor Astengo en marzo de 1980, antes de partir hacia Buenos Aires en busca de una nueva oportunidad. El productor ya no los esperaba y consiguió para la banda solo una presentación en un programa televisivo, el 19 de octubre de 1980. Esa fue la última actuación de De los Santos en Pablo el Enterrador.
Esta amarga experiencia lo alejó temporalmente de la música. De los Santos se dedicó a trabajos que nada tenían que ver con el ambiente musical.

### Comienzos de su carrera como solista, mediados de los años ochenta
En 1983 empezó a trabajar como bajista y virtual integrante de la banda de la cantautora Silvina Garré, después de que esta se alejó de la banda de Juan Carlos Baglietto. Al mismo tiempo comenzó su carrera solista. En esa época alojó en su casa a Fito Páez, quien era por entonces un recién llegado a Buenos Aires.
La gran ocasión para Lalo de los Santos llegaría el 19 de marzo de 1983. Ese día se realizó, en el estadio de Newell’s Old Boys (en Rosario), el recital Rosariazo Rock 83, protagonizado por Litto Nebbia y Juan Carlos Baglietto como figuras centrales. En este espectáculo se reunieron varios de los compositores ―como Adrián Abonizio y Jorge Fandermole, entre otros― que alimentaban el movimiento de músicos rosarinos que recientemente había cautivado al público nacional desde su presentación en Buenos Aires. La prensa de Buenos Aires ya empezaba a hablar de la llamada Trova Rosarina. El debut solista de De los Santos a nivel nacional fue en una grabación de su canción «Tema de Rosario», hecha en El Coloso del Parque (el estadio de Newells).
En 1984 editó su primer álbum, Al final de cada día. Su productor en este disco ―así como en los dos discos que seguirán en su carrera―, fue Litto Nebbia. En 1986 salió su segundo álbum, Hay otro cielo.
En 1996 se edita su último álbum como solista: Canciones rosarinas.

### Trayectoria junto al grupo Rosarinos
La carrera del compositor e instrumentista prosiguió con altibajos. El artista gozaba de un alto concepto entre sus colegas y fue sesionista de muchos músicos, como Litto Nebbia, León Gieco, Fito Páez, el Cuarteto Zupay y Rubén Juárez, entre otros.
En los años noventa estableció una estrecha relación amistosa y profesional con Adrián Abonizio. Hacia el año 1997, Adrián Abonizio, Rubén Goldín y Jorge Fandermole sumaron voces e instrumentos para dar vida, junto a De los Santos, al grupo Rosarinos, con el que grabaron un álbum de estudio. Aunque la banda nunca se consolidó como tal, ofreció algunos esporádicos conciertos hasta su disolución.
Si bien la banda se disolvió formalmente, los cuatro amigos siguieron haciendo actuaciones juntos. La última fue un recital benéfico, el 17 de marzo de 2001, en el balneario La Florida (sobre la ribera del río Paraná, en la zona norte de la ciudad de Rosario). De los Santos ya estaba muy enfermo de cáncer.

### Fallecimiento y legado
Ocho días después de este último recital, Lalo de los Santos falleció el domingo 25 de marzo de 2001, víctima de un cáncer, a los 44 años.
En su vida dejó un himno no oficial para su ciudad natal (el «Tema de Rosario»), una oda al goleador del club de fútbol Rosario Central, Aldo Pedro Poy («Vuela, Aldo, vuela», homenaje explícito al «gol de palomita» que el futbolista le hiciera a Newell's Old Boys en la semifinal del campeonato nacional de 1971), tres discos solistas y uno con Rosarinos, y a su único hijo Iván (1986-), también músico.

## Citas
Sobre la composición de canciones:

Las composiciones que verdaderamente dejan huellas importantes en el tiempo son inspiraciones difíciles de explicar, pero creo que aparecen cuando algo nos desborda y nos supera, así sean estados de felicidad o de angustia, en general extremos. En mi caso funciona así.
Lalo de los Santos

Sobre Lalo de los Santos:

Era un burlón tierno aún de sí mismo. Era músico generoso, al punto de privilegiar la idea de grupo antes que los individualismos estériles. Era elocuente, didáctico y muy querible. Era respetuoso de la sensibilidad ajena, era fanático pero me enseñó a ser paciente. Él, que sabía del desarraigo, me protegió cuando dejé Rosario por Buenos Aires, me convirtió en un personaje cómico que yo ignoraba. Me ayudó a ver el mundo. Me enseñó acordes, humor y a resistir. Me enseñó que podíamos ser amigos y me honró llamándome hermano.
Adrián Abonizio

Los que lo quisimos lo vamos a extrañar. Tuve tiempo, antes de despedirlo, de darle las gracias. Y de llorarlo como es debido un poco después.
Adrián Abonizio

## Bandas en que participó

### Pablo el Enterrador
- Carlos Andón Brandolini[7]
- Jorge Antún: teclados[7][8]
- Lalo de los Santos: bajo eléctrico (desde 1973 hasta 1980) y guitarras (en 1980)[7][1]
- Rubén Goldín: guitarra eléctrica y acústica[7]
- Juan Carlos Savia[7]
- Moises Edery :Bajo eléctrico (1980)

### Rosarinos
- Adrián Abonizio[2]
- Lalo de los Santos[2] (desde 1997[2] hasta la disolución del grupo)
- Jorge Fandermole[2]
- Rubén Goldín[2]

## Discografía oficial

### Como solista

#### «Al final de cada día» (1984)
1. Alguien se muere de amor
2. Mi primer retrato
3. Reflexiones en Navidad
4. Goldianía (con Luna).
5. Para la gente de barrio
6. Tema de Rosario
7. Silbándole a la Luna
8. Al maestro con música
9. El káiser
10. Al final de cada día

#### «Hay otro cielo» (1986)
1. No te caigas, campeón
2. Amor de costurera
3. Irse
4. Y será canción
5. Hay otro cielo
6. Tibio brote de amor
7. Cómo Lograr Alcanzar Universos De Infinito Amor (C. L. A. U. D. I. A.).
8. Pequeño tango escrito en invierno
9. En otro idioma
10. Tío Ramón

#### «Canciones rosarinas» (1996)
1. Tema de Rosario
2. Aquella niña en soledad (dedicada a Silvina Garré)[9]
3. No te caigas, campeón
4. Alguien se muere de amor
5. Amor de costurera
6. Irse
7. Hay otro cielo
8. Tibio brote de amor
9. Y será canción
10. Hada y mujer
11. Tío Ramón
12. Tarde de abril
13. Vuela, Aldo, vuela
14. Al final de cada día

#### «Homenaje» (2002), post mortem
1. Algo de mí
2. Fantasmas
3. Duérmase de mi amor
4. Tema de Rosario
5. Sueños del amanecer
6. Alas que tiemblan
7. Gorrión de infancia
8. Cómo Lograr Alcanzar Universos De Infinito Amor (CLAUDIA).
9. Sobre el mismo tren (Depois de trabalhar).
10. En otro idioma
11. El káiser
12. Goldiana (con Luna).
13. Reflexiones de Navidad
14. Derrochando insomnios
15. Al maestro con música
16. She loves you

### Con el grupo Rosarinos

#### «Rosarinos» (1997)
1. Basura en colores
2. Cuando
3. Corazón de barco
4. Tema de Rosario
5. El ogro y la bruja
6. Canción del pinar
7. Duérmase mi amor
8. Y ahora
9. Otro ángel
10. Sueñero
11. El témpano
12. Un discepolín sin arrabal
13. Mirta de regreso
14. No te caigas campeón
15. Sueño de valeriana
16. Todo a mi favor
17. Aquella niña en soledad